# Onze-Lieve-Vrouw van Genade in Pellevoisin
Met Onze-Lieve-Vrouw van Genade in Pellevoisin worden de verschijningen van Maria aangeduid zoals die volgens de beweringen van Estelle Faguette bij haar hebben plaatsgevonden van 14 februari t/m 8 december 1876 in Pellevoisin te Frankrijk.

## Achtergrond

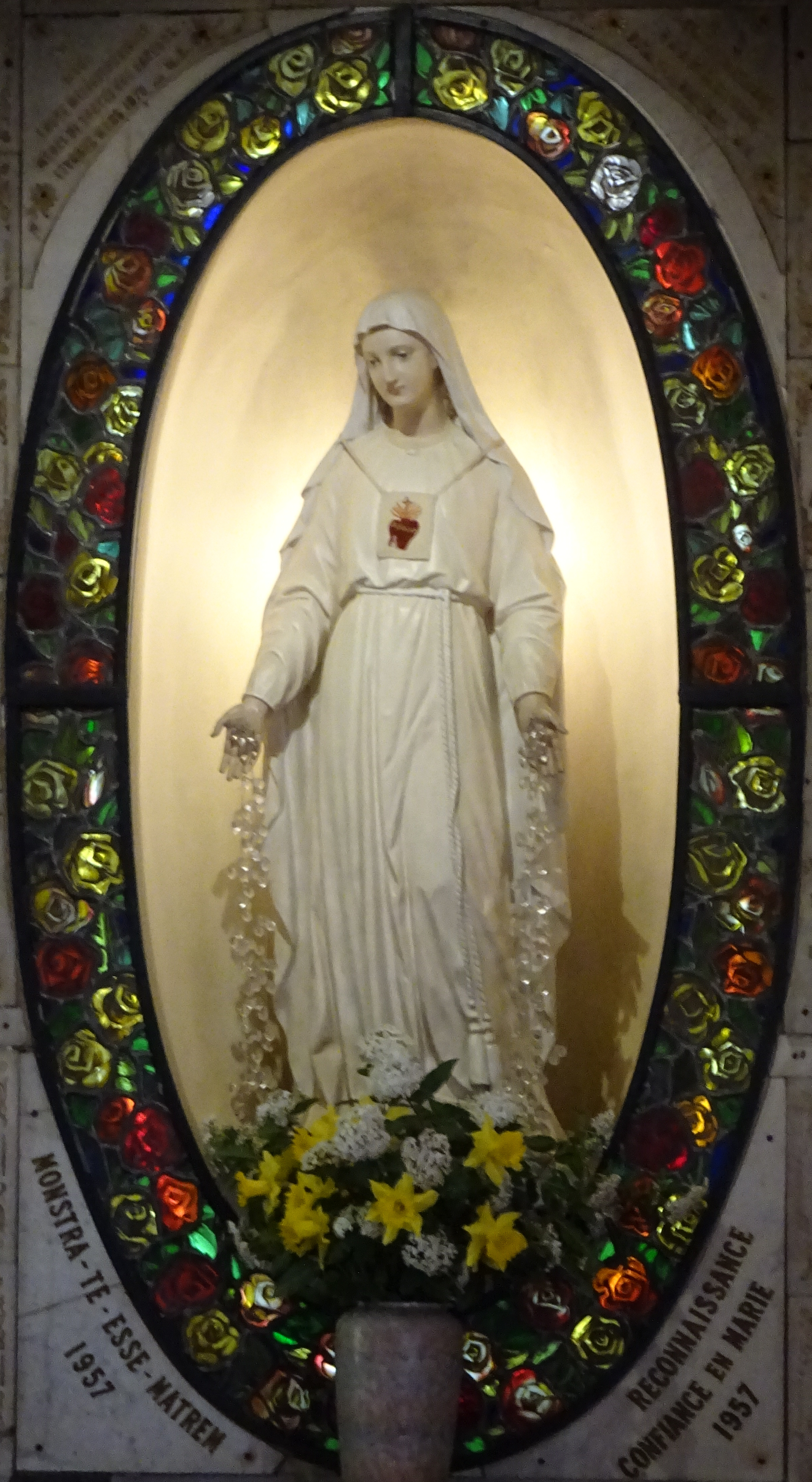
Onze-Lieve-Vrouw van Genade in Pellevoisin

Estelle Faguette, geboren op 12 september 1843 in Saint-Memmie, nabij Châlons-sur-Marne, dochter van een failliete aannemer, is op de 18de december 1875 stervende aan tuberculose in haar longen en beendergestel, acute peritonitis (buikvliesontsteking), een abdominale tumor en verlamd. Ze zal het heilig oliesel toegediend krijgen en bereidt zich voor op haar sterven, ze kan zich echter niet erbij neerleggen en is bang om haar ouders en nichtje onverzorgd achter te moeten laten. Na de Heilige Communie te hebben ontvangen zegt ze echter: ‘Mijn God, U weet beter dan ik wat goed voor mij is, doe wat U behaagt; alleen geef, dat ik mijn offer edelmoedig breng’. Ze geeft zich helemaal over aan haar lot en de wil van God na de laatste sacramenten te hebben ontvangen met de woorden: ‘Mijn offer is gebracht, ik vraag niets meer’. Ze was daarna zo verzwakt dat ze niet langer kon bidden.
Deze situatie duurde tot 20 januari 1876. Dan wordt Estelle overgebracht naar het huis in Pellevoisin.
Op 10 februari verklaart dokter Bernard uit het naburige Buzançais dat ze niet lang meer zal leven, ze blijft echter in leven, 4 dagen later komt de plaatselijke dokter Hubert en onderzoekt haar fysiek en kijkt naar haar ogen omdat ze niets meer kan zien, hij vertelt aan de Moeder Overste dat ze nog maar een paar uur te leven heeft.
Estelle heeft volgens eigen zeggen kort daarna haar eerste verschijning van de Heilige Maagd Maria. In totaal maakt ze er vijftien mee.

## Verslag van de vijftien verschijningen
(Hieronder volgt een beknopte samenvatting van het verslag wat door Estelle Faguette zelf is geschreven.)
De eerste verschijning

In de nacht van maandag 14 op dinsdag 15 februari, ziet ze eerst de duivel maar deze wordt weggejaagd door de verschijning van de Heilige Maagd die hem vraagt: ‘Wat doe jij daar? Zie je niet dat zij mijn teken en dat van mijn Zoon draagt?’ Daarna zegt ze tegen Estelle: ‘Vrees niet, je weet toch dat je mijn dochter bent’. Estelle herinnerde zichzelf dat ze zich op 14-jarige leeftijd had toegewijd met het kindschap van Maria. ‘wees dapper en geduldig mijn Zoon zal zich over je ontfermen, je lijden zal nog vijf dagen voortduren ter ere van de vijf Heilige Wonden van mijn Zoon. Zaterdag zul je ofwel sterven of genezen. Als mijn Zoon je het leven gunt verlang ik dat je mijn glorie verkondigt.’ Estelle vraagt verrast: ‘Maar hoe moet ik dat doen? Ik ben niemand. Ik zou niet weten wat ik kan doen’ Daarop laat de Heilige Maagd een marmeren plakkaat zien welke ze herkende als een ex voto. Deze zou geplaatst moeten worden in Pellevoisin. Ze laat Estelle beloven om op deze wijze haar verheerlijking te verkondigen.
De tweede verschijning

De nacht van dinsdag de 15de op woensdag de 16de februari 1876.
De tweede nacht ziet ze weer eerst de duivel op hetzelfde moment de Heilige Maagd. Ze vertelt Estelle dat ze zal genezen op zaterdag. Dan laat ze aan Estelle haar zonden uit het verleden zien.
De derde verschijning

De nacht van woensdag de 16de op donderdag de 17de februari 1876.
Deze keer verklaart de Heilige Maagd, ‘Ik ben de barmhartige en de gewetensvolle pleitbezorgster bij mijn Zoon, die kleine goede daden en fervente gebeden die je aan me hebt gericht hebben mijn moederlijk hart vertederd. Je ouders hebben je nodig. Wees hier trouw aan in de toekomst. Verspil geen genaden welke aan je worden verleend en verkondig mijn glorie.
De vierde verschijning

De nacht van donderdag de 17de op vrijdag de 18de februari 1876.
De Verschijning van de Heilige Maagd met opnieuw de woorden ‘Houdt moed en geduld, je zult veel lijden, er zal je geen pijn bespaard worden. Probeer gelovig te zijn. Ik wil dat je mijn Heerlijkheid verkondigd. Doe je uiterste best, toon je inzet.’
De vijfde verschijning

De nacht van vrijdag de 18de op zaterdag de 19de februari 1876.
Weer verschijnt Maria. Ze was omringd door een lichte nevel. Maria glimlacht. Ze herinnerde haar aan de belofte. Ze zag de marmeren plaat echter deze keer niet meer helemaal wit. Op de vier hoeken een gouden rozenknop, iets boven het midden een gouden hart, met een zwaard doorboorden en een kroon van rozen. En er stond het volgende gegraveerd: ‘Ik heb Maria aangeroepen toen mijn ellende het diepst was. Zij heeft voor mij bij haar Zoon, m’n volledige genezing verkregen.’
Estelle vroeg haar of ze direct moest beginnen met door te geven wat ze aan haar verteld had. De Heilige Maagd antwoordde: ‘Jazeker, verkondig mijn heerlijkheid, maar voordat je spreekt moet je wachten op de raad van je biechtvader en geestelijke begeleider. Je zult veel tegenwerking ervaren, ze zullen je voor gek verklaren. Besteed geen aandacht aan dat alles. Vertrouw op mij, ik zal je helpen.’
Op dat moment begon een vreselijk lijden. Ze krijgt hartkloppingen. Haar maag en buik veroorzaakten hevige pijnen. Dit duurt een paar uur. Na middernacht heeft ze een ogenblik van rust en voelt ze zich beter. Ze voelde zich genezen alleen haar rechterarm kon ze nog niet gebruiken, pas na het ontvangen van de Heilige Communie zou dat lukken.
‘s Ochtends komt de pastoor. Ze vertelt hem over haar verschijningen waarop hij zei: ‘Na de Heilige Mis breng ik je de Communie en als je dan een kruisteken kan maken met je rechterhand zal ik het geloven.’ Dat was wat er gebeurde.
Op 30 april 1876 werd de ex voto van Estelle geplaatst in de parochie kerk met toestemming van het Aartsbisdom.
De zesde verschijning

Op zaterdag de 1ste juli 1876.
Estelle schreef haar ervaringen in een notitieboek en ziet plotseling de Heilige Maagd omgeven door een zacht licht. Ze was helemaal in het wit. Haar armen uitgestrekt en er leken regendruppels te vallen uit haar handen. Ze zei glimlachend, ‘Wees kalm mijn kind en heb geduld. Je zal zorgen hebben maar Ik ben hier. Houdt moed. Ik zal terugkeren.’
De zevende verschijning

Op zondag de 2de juli 1876, feest van Maria Visitatie.
Weer verschijnt Maria aan Estelle. Ze zag er hetzelfde uit als de dag ervoor, de regendruppels vielen van haar handen en in heel de achtergrond om haar heen was als een slinger van rozen. Estelle vraagt om een teken. Ze lachte vriendelijk en zei, ‘Is jouw genezing niet een van de grootste bewijzen van mijn macht? Ik ben in het bijzonder gekomen voor de bekering van de zondaars.’
De achtste verschijning

Op maandag de 3de juli 1876.
De Heilige Maagd verschijn weer en ze vermaant Estelle om rustiger te zijn.
De negende verschijning

Op zaterdag de 9de september 1876.
De Heilige Maagd verschijnt en zegt tegen Estelle, ‘Je hebt jezelf uitgesloten van mijn bezoek op de 15de augustus. Je was te onrustig. Je hebt een typisch Frans karakter.’ Dan laat ze een Heilig Hart Scapulier zien. Het omhoog houdend zegt ze, ‘Ik houd van deze devotie. Hiermee zal ik geëerd worden.’
Tiende verschijning

Zondag de 10de september 1876.
Op de tiende september verscheen de Heilige Maagd weer. Ze zei alleen in het voorbijgaan; Laat ze bidden. Ik zal ze een voorbeeld laten zien.’ Terwijl ze dat zei vouwde ze haar handen samen en toen verdween ze weer.
Elfde verschijning

Vrijdag de 15de september 1876. (Maria-Tenhemelopneming)
Op 15 september verschijnt de Heilige Maagd weer. Haar uitgestrekte armen met regendruppels die van haar handen vielen. Ze zegt, ‘Het is niet alleen voor jou maar ook voor de Kerk van Frankrijk dat ik het vraag. Binnen de kerk is niet de rust en kalmte die ik verlang. Laat hen bidden en vertrouwen in mij hebben. Oh Frankrijk, wat heb ik allemaal niet voor je gedaan! Zo vele waarschuwingen en nog steeds weigert men te luisteren. Ik kan mijn Zoon niet langer meer weerhouden. Frankrijk zal lijden.’ Estelle reageert, ‘Als ik dit vertel, zal waarschijnlijk niemand mij geloven.’ Hierop gaf de Heilige Maagd het antwoord, ‘Helaas voor hen die je niet zullen geloven want ze zullen later de waarheid van mijn woorden moeten erkennen.’ Daarna trok ze zich langzaam terug.
Twaalfde verschijning

Woensdag de 1ste november 1876.
Na 14 dagen ziet Estelle de Heilige Maagd weer. Ze stond zoals altijd met haar armen uitgestrekt en de scapulier dragend welke ze getoond had op de negende september. Ze zegt echter niets en ze verdween weer.
Dertiende verschijning

Zondag de 5de november 1876.
Maria verschijnt en zegt, ‘Ik heb jou uitgekozen.’ Ze droeg de scapulier. Ze vervolgt. ‘Ik kies de mindere en de zwakken voor mijn heerlijkheid. Houdt moed. De tijd van je beproeving zal spoedig beginnen.’ Dan kruiste ze haar handen en vertrok.
Veertiende verschijning

Zaterdag de 11de november 1876.
De Heilige Maagd verscheen weer aan Estelle. Zoals op vorige gelegenheden, haar armen uitgestrekt en droeg haar scapulier. Ze zegt, ‘Je hebt je tijd vandaag niet verspild. Je hebt een scapulier gemaakt.’ Ze glimlachte terwijl ze eraan toevoegde. ‘Je moet er veel meer maken.’
Vijftiende verschijning

Vrijdag de 8ste december 1876. Feest van de Onbevlekte Ontvangenis van Maria.
Het laatste bezoek van Maria aan Estelle. Na de Hoogmis. Ze had om haar heen een bloemenkrans van rozen, zoals in juli. Ze zegt tegen Estelle ‘Mijn kind, herinner je mijn woorden.’ Dan hoort en ziet Estelle alles nogmaals wat ze daarvoor als boodschappen heeft gekregen. ‘Herhaal ze regelmatig. Ze zullen je versterken en troosten in je beproevingen. Je zult me niet meer zien. Ik zal onzichtbaar zijn, maar dicht bij je.’ Ze laat Estelle de scapulier kussen en vraagt om naar de Prelaat te gaan en hem te verzoeken om te helpen de scapulier te maken en te verspreiden.
Ze zegt: ‘Zie de genaden welke ik uitstort over degenen die dit met vertrouwen zullen dragen en die u zullen helpen om dit te verspreiden’. Terwijl ze dit zei spreidde ze haar handen. Daaruit viel een overvloedige regen en in elk van de druppels leek het alsof ze de genaden geschreven zag staan zoals ‘godvruchtigheid, redding, vertrouwen, bekering, gezondheid’. Dan voegt de Heilige Maagd eraan toe, ‘Deze genaden zijn die van mijn Zoon. Ik verzamel ze in mijn hart. Hij kan mij niets weigeren.’
‘Wees niet bang. Ik zal je helpen’ Daarna verdween ze voor de laatste keer.
Estelle bereikte een leeftijd van 86 jaar en overleed op 23 augustus 1929. Ze is begraven op de begraafplaats van Pellevoisin.
De verschijningen in Pellevoisin zijn volledig erkend door de Heilige Stoel: mei 1894.
Tegenwoordig is er een jaarlijkse bedevaart tijdens het laatste weekend van augustus waarbij 15.000 bezoekers zich verzamelen bij Sanctuaire Notre-Dame te Pellevoisin.